# 헬로비너스
헬로비너스(HELLOVENUS)는 과거 판타지오, 판타지오 뮤직 소속의 대한민국 6인조 걸 그룹이었다. 팀명 헬로비너스(HELLOVENUS)는 여신(VENUS)이라는 이름 앞에 친숙한 느낌의 HELLO를 넣어 만들어졌다.

## 활동 내용

### 데뷔 전
2012년 3월 플레디스는 배우 소속사인 판타지오와 함께 플레디스 소속 걸그룹 애프터스쿨의 자매 그룹 헬로비너스의 쇼케이스가 2012년 4월에 열릴 것이라 발표했다. 멤버들은 플레디스에서 2명, 판타지오에서 4명을 선발해 이루어졌다고 했으며, 데뷔 이후에는 플레디스가 가수 영역, 판타지오가 홍보와 연기 관련 업무를 맡는다고 발표했다. 특히, 멤버 유아라는 2011년에 발표된 손담비&애프터스쿨의 〈Love Letter〉의 곡의 피쳐링을 맡았었고, 또한 윤조 역시 애프터스쿨의 정규 앨범 수록곡인 〈Dream〉의 피쳐링을 맡았었다. 그리고 멤버 나라는 과거 데뷔 전 분당 이나영으로 사람들에게 이미 화제가 된 적이 있었다.

### 2012-13: 데뷔와 VENUS, 오늘 뭐해?
2012년 4월 17일 소속사 공식 홈페이지를 통해 헬로비너스의 전 멤버가 공개되었다. 그리고 이틀 뒤인 4월 19일 공식 유튜브 채널을 통해서 애프터스쿨, 주상욱, 김서형, 조윤희 등이 헬로비너스를 응원하는 영상이 공개되었다. 이후 4월 26일 데뷔 미니 앨범 《VENUS》의 티저 영상이 공개되었고,5월 4일 데뷔 미니 앨범 타이틀곡인 〈VENUS〉의 티저가 공개되었으며, 5월 8일 미니 앨범 타이틀곡 〈VENUS〉의 뮤직비디오가 공개되었다. 그러나 공개된 뮤직비디오에서는 멤버 윤조가 부상으로 인해 출연하지 못했다. 5월 9일 데뷔 미니 앨범 《VENUS》의 음반과 음원이 발매, 공개되었고, 가온 디지털 종합 차트에 34위에 랭크되어, 신인치고는 좋은 성과를 얻었다. 2012년 5월 10일 Mnet 《엠카운트다운》에서 멤버 윤조가 참여하지 못한 5인조로 데뷔 무대를 가졌다. 이어 KBS2 《뮤직뱅크》, MBC 《쇼! 음악 중심》, SBS 《인기가요》, MBC 뮤직 《쇼 챔피언》등 지상파 음악프로그램에서도 데뷔 무대를 가진 헬로비너스는 '대형신인'이라는 별칭을 얻기도 했다. 같은 달 16일 MBC 뮤직 《비너스의 탄생》프로그램에 고정 출연을 해 예능 프로 데뷔를 했다. 그리고 5월 17일 영화배우 김새론의 헬로비너스의 VENUS 댄스 영상이 공개돼 화제가 되었다. 그리고 6월 12일 멤버 나라는 배우 김수현과 함께 오비맥주의 카스후레쉬의 광고에 출연했고, 다음 달인 7월 2일 가수 김진표의 6집 앨범 《JP6》의 타이틀 곡 〈미안해서 미안해〉의 뮤직비디오에 출연했다. 이후 〈VENUS〉활동을 마무리한 뒤, 7월 4일 《VENUS》의 디지털 리패키지 앨범 《파도처럼》을 발매했고, 가온 디지털 종합 차트에 59위로 랭크되어 상대적으로 저조한 성과를 얻었다. 이후 7월 5일 Mnet 《엠카운트다운》에서 첫 무대를 가졌고, 7월 17일 MBC 뮤직《쇼 챔피언》에서 데뷔 앨범 활동을 마무리하였다. 2012년 8월 21일에 창단된 KBS 《남자의 자격》의 합창단 프로젝트 3탄인, 패밀리 합창단에 그 동안 함께 활동하지 못했던 윤조와 윤조의 어머니가 함께 발탁되어 출연하여, 제8회 부산국제합창제 대중음악 부문에서 은상을 수상했다. 2012년 10월 5일 멤버 유영은 투니버스 《키즈 서바이벌 슈퍼히어로》를 통해 첫 MC에 도전했고, 같은 달 10월 9일 멤버 유아라는 MBC에서 방영된 시트콤 《엄마가 뭐길래》에서 유아라 역을 맡아 첫 연기 신고식을 가졌다. 그리고 2012년 10월 4일 네오위즈인터넷의 자사 음악 포털 벅스의 공식 애플리케이션 《벅스 3.0 애플리케이션》의 홍보 모델로 임명되었다.
2012년 12월 7일 공식 유튜브 채널을 통해 두 번째 미니 앨범 타이틀 곡인 〈오늘 뭐해?〉의 공식 티저를 공개했다. 이후, 12월 12일 《오늘 뭐해?》가 음반과 음원이 공식 발매 및 공개되었고, 〈오늘 뭐해?〉의 두 번째 티저가 유튜브 채널을 통해 공개되었다. 그리고 음원을 공개한 주에 가온 디지털 종합 차트에 37위에 랭크되었다. 이는 데뷔곡 〈VENUS〉의 성적보다 조금 낮은 순위에 랭크되었지만, KBS2 《뮤직뱅크》의 K-차트에는 18위, Mnet 《엠 카운트다운》 차트에서는 8위에 랭크되어 데뷔 이후 처음으로 한 자리수에 랭크된 성과를 얻었다. 이후 12월 13일 Mnet 《엠 카운트다운》을 시작으로, KBS2 《뮤직뱅크》, MBC 《쇼! 음악 중심》, SBS 《인기가요》등 지상파 음악프로그램에서 컴백 무대를 가졌다. 12월 14일 공식 유튜브 채널을 통해 〈오늘 뭐해?〉의 공식 뮤직비디오가 발표되었다. 2013년 1월 31일 〈오늘 뭐해?〉의 후속곡인 〈Romantic Love〉를 Mnet 《엠 카운트다운》에서 처음으로 발표한 뒤, KBS2 《뮤직뱅크》, MBC 《쇼! 음악 중심》, SBS 《인기가요》, MBC 뮤직 《쇼 챔피언》, SBS MTV 《더 쇼》등 각종 음악프로에서 후속곡 활동을 했다. 그리고 2013년 2월 6일 공식 다음 팬 카페 사이트를 통해 후속곡 〈Romantic Love〉의 개인 컷을 공개했고, 2월 15일 SBS MTV 《더 쇼》에서 두 번째 미니 앨범 《오늘 뭐해?》의 활동을 마무리했다. 2013년 2월 1일 영문 K-Pop 뉴스 사이트인 올케이팝이 주최하는 올케이팝 어워즈에서 최고 신인 걸그룹상을 수상했고, 같은 달 2013년 2월 13일 서울특별시 송파구 올림픽공원 올림픽홀에서 열린 《제2회 가온 차트 K-POP 어워드》에서 여자 그룹 신인상을 받는 등, 여러 성과를 얻었다. 그리고 2013년 2월 12일 SBS MTV의 리얼리티 프로그램 《다이어리 시즌3》에 같은 소속사 소속 가수인 뉴이스트와 함께 출연하게 되었고, 같은 달 24일 헬로비너스는 첫 번째 팬미팅 《HELLO VENUS 1ST FANMEETING "I'M YOUR VENUS"》를 홍대 브이홀에서 공연했다.

### 2013-14: 차마실래?, 개인활동
2013년 3월 14일 유영은 SBS 드라마 《원더풀 마마》에 장고은 역으로 캐스팅되었다.
2013년 4월 18일 소속사 트라이셀 미디어는 개인 티저 사진과 단체 티저 사진을 공식 트위터와 공식 홈페이지를 통해 미리 공개하여 본격적으로 세 번째 미니 앨범 《차 마실래?》의 컴백을 알렸다. 이후 2013년 4월 26일 공식 유튜브 채널을 통해 세 번째 미니 앨범 타이틀 곡인 〈차 마실래?〉의 공식 티저를 공개했고, 5월 2일 정오에 음원, 음반이 공개 및 발매되었고, 공식 유튜브 채널을 통해 뮤직비디오가 공개되었다. 같은 날 Mnet 《엠 카운트다운》을 시작으로, MBC 《쇼! 음악중심》, SBS 《인기가요》등 공중파, 케이블 음악 프로그램에서 공식 컴백했다. 이후 6월 9일 SBS 《인기가요》에서 세 번째 미니 앨범 《차 마실래?》의 한 달 간의 짧은 활동을 마무리 했다. 2013년 6월 22일 오후 6시 서울특별시 서강대학교 메리홀에서 900여명의 팬들이 참석한 첫 번째 단독 콘서트 《HELLOVENUS 1st LIVE CONCERT》를 개최해 성공적으로 첫 공연을 마쳤고, 다음 날 6월 23일에 열린 앙코르 공연도 성공적으로 끝내며, 첫 번째 라이브 콘서트를 성황리에 마무리하였다. 같은 달 6월 27일 헬로비너스는 다음커뮤니케이션이 배급하고 싸이칸엔터테인먼트가 제작한 MMORPG 인터넷 게임인 다음 게임 《라임 오딧세이》의 게임 광고 모델로 발탁되었으며, 7월 24일 《서울 국제 만화 애니메이션 페스티벌 2013》의 홍보대사로 발탁되었다. 2013년 8월 2일 헬로비너스의 멤버 나라는 산이의 디지털 싱글 《아는사람 얘기》의 동명의 타이틀 곡의 뮤직비디오에 출연했다. 그리고 같은 달 8월 12일 강원도 화천군에서 열린 《2013 화천전통시장 셀렙마케팅》행사에서 2013 강원도 전통시장 살리기 홍보대사로 발탁되었다. 다음 날 8월 13일 헬로비너스는 지난 6월 22일에서 6월 23일까지 이틀 동안 열린 첫 번째 콘서트 《HELLOVENUS 1st LIVE CONCERT》의 라이브 앨범 《HELLOVENUS Live Album 2013》을 발매했다. 2013년 8월 22일 헬로비너스의 앨리스는 《COLOR OF CITY》 프로젝트의 일환으로 가수 김진표와 함께 부른 디지털 싱글 《사로잡아요》를 발매했으며, 같은 날 유아라는 같은 소속사 플레디스 엔터테인먼트 소속의 뉴이스트의 세 번째 미니 앨범 《잠꼬대》의 수록곡 〈예뻐〉를 피쳐링했다. 다음 달 9월 2일 헬로비너스는 네이트, Btv, T스토어에서 방영되는 모바일 드라마 《방과후 복불복》의 카메오로 출연했으며, 데뷔 이후 처음으로 같은 드라마의 O.S.T 《방과후 복불복 OST PART.2》를 발매했다. 같은 달 9월 27일 멤버 윤조와 라임은 슈퍼스타K 4 출신 가수 계범주의 미니 앨범 타이틀 곡 〈Something Special (Feat. Dok2)〉의 뮤직비디오에 출연했다. 2013년 11월 14일부터 KBS Joy 《헬로비너스의 헬로뷰티스쿨》에 출연했다. 같은 달 11월 19일 중앙아동보호전문기관에서 개최한 《2013 아동학대예방의 날 기념식》에서 2013 아동학대예방의 날 홍보대사로 발탁되었다.
2014년 2월 27일 헬로비너스의 멤버 유영이 MBC에서 방영된 《앙큼한 돌싱녀》에 앙큼한 악녀 피송희역으로 출연하였다.
3월 7일~3월 30일 헬로비너스의 멤버 유아라는 MBC에서 방영된 《황금 무지개》에서 여비서 역할을 맡아 유창한 영어실력과 연기실력을 뽐냈다.
5월 27일 초록우산 어린이재단에서 시작하는 글로벌 자전거지원 캠페인 두바퀴 드림로드에서 홍보대사로 위촉되었다.
6월 19일~9월 18일 헬로비너스의 유영은 MBC에서 방영된 《엄마의 정원》에서 27살 나혜린역으로 시청자들에게 성숙한 모습이자 배우로써 각인을 찍었고 상승세를 몰아
6월 26일 헬로비너스의 멤버 유영은 독립영화 《이것이 우리의 끝이다》에서 여성 동성애자이자 편의점의 활력소 하나역을 맡아 어려운 연기를 잘 소화해냈다.

### 2014: 멤버교체, 끈적끈적
7월 31일 소속사인 《트라이셀미디어》는 공식 사이트와 공식팬카페를 통해 소속사 플레디스 엔터테인먼트와 판타지오 간의 프로젝트였던 헬로비너스를 양사 합의 끝에 종료 하기로 했고 이로 인해 플레디스 엔터테인먼트측 멤버 유아라와 윤조가 탈퇴하게 되었고 판타지오측 앨리스, 나라, 라임, 유영이 계속 팀을 이끌어 가게 되었다고 전했다.
이후 헬로비너스의 소속사는 판타지오와 판타지오 뮤직으로 계약되었다.
10월 2일 헬로비너스의 유영은 영화 《슬로우 비디오》에서 차태현의 동생 여장미로 출연하여 더욱 더 눈길을 끌었다.
10월 22일 소속사 《판타지오 뮤직》은 네이버뮤직 을 통해 4th single album으로 컴백할 것을 알렸으며, 새 멤버인 서영과 여름을 영입한다는 것을 알렸다.
10월 31일 소속사 《판타지오 뮤직》은 공식 유튜브 채널과 공식사이트 네이버뮤직을 통해 4th single album"끈적 끈적"의 티저영상을 공개하였다.
11월 6일 4번째 싱글앨범 끈적끈적을 공개하였다.
12월 24일 디지털 싱글앨범 위글위글의 티저이미지가 공개되었고 티저영상이 공개되었다.

### 2015: 위글위글,난 예술이야
1월 2일 《위글위글》이 《뮤직뱅크》를 통해 최초공개되었다.
1월 5일 위글위글이 음원포털사이트를 통해 공개되었다.
1월6일 《위글위글》이 《다음뮤직》에서 1위를 차지하였고 《멜론》에서 29위를 차지하였다.
1월 13일, 1월 20일 SBS MTV의 음악방송 《The Show (더쇼)》에서 《위글위글》이 2위를 차지하였다.
1월 15일 Mnet의 음악방송 《M countdown》에서 《위글위글》이 3위를 차지하였다.
7월 8일 판타지오뮤직과 헬로비너스의 공식 트위터를 통해 섹시함과 시크함이 묻어나는 컨셉트컷을 공개하였다.
7월 13일 판타지오뮤직의 공식트위터를 통하여 4th mini album 난 예술이야의 자켓사진이 공개되었고,알록달록한 헤어스타일과 상큼한 이미지컷으로 대중들의
기대를 한몸에 받았다
7월 21일 헬로비너스의 4th mini album 《난 예술이야》의 쇼케이스가 벅스뮤직을 통하여 생중계되었다.
7월 22일 《난 예술이야》가 음원사이트를 통해 공개되었다.

### 2016: Glow(빛이 내리면)
5월 6일 헬로비너스와 유명 프로듀서팀 DEVINE CHANNEL과 함께 앨범작업을 한다는 소식과 함께 5월 10일 《Glow(빛이 내리면)》의발매를 시작으로 컴백을 알렸다
오랜만에 돌아온 헬로비너스의 서정적 청순한 이미지와 서브보컬인 여름의 후렴부분으로 헬로비너스의 실력을 톡톡히 알렸다.

### 2017: Mystery of Venus, 개인 활동
1월 11일 새 앨범 Mystery of Venus 로 컴백하였다. 타이틀 곡은 Mysterious이며 12일 엠카운트다운에서 첫 컴백 무대를 가졌다.
5월 10일~7월 13일 권나라는 SBS에서 방영된 드라마 《수상한 파트너》에서 뻔뻔하지만 섹시하고 매력적인 검사 차유정 역을 맡았다.

### 2018: 개인 활동
3월 21일~5월 17일 권나라는 tvN에서 방영된 드라마 《나의 아저씨》에서 연기 트라우마에 시달리는 미녀 배우 최유라 역을 맡아서 인상적인 연기를 보여주었다.
7월 25일~9월 20일 권나라는 SBS에서 방영된 드라마 《친애하는 판사님께》에서 화려한 외모를 가진 방송국 아나운서 주은 역으로 출연하였다.
11월 2일 개봉한 영화 《소녀의 세계》에서 권나라는 전교생의 우상이자 비밀스런 선배 이하남 역을 맡았다.

### 2019: 해체, 개인 활동
3월 20일부터 KBS 2TV에서 방영되고 있는 드라마 《닥터 프리즈너》에서 권나라는 교도소 안에서 실종된 동생을 찾고 있는 정신건강의학과 전문의 한소금 역을 맡아서 열연했다.
4월 26일 해체를 발표하였다. 공식 해체일은 원년 멤버들의 계약 만료일인 5월 8일이다.

## 이전 구성원
| 활동명 | 소개 |
| ------ | --- |
| 앨리스 | - 본명 : 송주희 - 출생 : 1990년 3월 21일(35세), 대한민국 강원도 원주시 - 활동기간 : 2012년 5월 ~ 2019년 5월                                    |
| 라임   | - 본명 : 김혜림 - 출생 : 1993년 1월 19일(32세), 대한민국 서울특별시 - 활동기간 : 2012년 5월 ~ 2019년 5월                                       |
| 서영   | - 출생 : 1994년 6월 27일(30세), 대한민국 서울특별시 - 활동기간 : 2014년 11월 ~ 2019년 5월                                                      |
| 유영   | - 본명 : 이유영 - 출생 : 1995년 1월 23일(30세), 대한민국 경기도 수원시 - 활동기간 : 2012년 5월 ~ 2019년 5월                                    |
| 여름   | - 본명 : 안가령 - 출생 : 1996년 6월 4일(28세), 대한민국 서울특별시 - 활동기간 : 2014년 11월 ~ 2019년 5월                                       |
| 유아라 | - 출생 : 1992년 9월 26일(32세), 대한민국 경기도 평택시 - 활동기간 : 2012년 5월 ~ 2014년 7월                                                    |
| 윤조   | - 본명 : 신윤조 - 출생 : 1992년 12월 14일(32세), 대한민국 서울특별시 - 활동기간 : 2012년 5월 ~ 2014년 7월 - 특이사항 : 과거 걸그룹 유니티 출신 |
| 나라   | - 본명 : 권아윤 - 출생 : 1991년 3월 13일(34세), 대한민국 인천광역시 - 활동기간 : 2012년 5월 ~ 2019년 5월                                       |

### 멤버 변천사
| 멤버   | 2012년 | 2013년 | 2014년 | 2014년 | 2014년 | 2015~2019년 | 해체 |
| 멤버   | 5월    | 2013년 | 7월    | -      | 11월   | 2015~2019년 | 해체 |
| ------ | ------ | ------ | ------ | ------ | ------ | ----------- | ---- |
| 유아라 |        |        |        |        |        |             |      |
| 윤조   |        |        |        |        |        |             |      |
| 앨리스 |        |        |        |        |        |             |      |
| 나라   |        |        |        |        |        |             |      |
| 라임   |        |        |        |        |        |             |      |
| 유영   |        |        |        |        |        |             |      |
| 서영   |        |        |        |        |        |             |      |
| 여름   |        |        |        |        |        |             |      |

## 음반 목록
- 단체
  - EP 앨범
    - 2012년 5월 9일, 《VENUS》
    - 2012년 12월 12일, 《오늘 뭐해?》
    - 2013년 5월 2일, 《차 마실래?》
    - 2015년 7월 22일, 《난 예술이야》
    - 2017년 1월 11일, 《Mystery of Venus》

  - 싱글 앨범
    - 2014년 11월 6일, 끈적끈적

  - 디지털 싱글
    - 2012년 7월 4일, 파도처럼
    - 2015년 1월 5일, 위글위글

  - 라이브 앨범
    - 2013년 8월 13일, 《HELLOVENUS Live Album 2013》

  - OST 참여
    - 2013년 9월 2일, 《방과후 복불복 OST PART.2》
    - 2014년 4월 16일, 《앙큼한 돌싱녀 OST》

  - 프로젝트싱글
    - 2016년 5월 8일, 《HELLOVENUS X DEVINE CHANNEL Part 1 : Glow (빛이 내리면)》
    - 2016년 7월 18일, 《HELLOVENUS X DEVINE CHANNEL Part 2 : Paradise》
- 개인
  - 참여앨범
    - 2013년 8월 22일, (김진표)《사로잡아요》(앨리스)
    - 2013년 8월 22일, (뉴이스트)《THE 3rd MINI ALBUM 잠꼬대》(유아라)

## 음반 외 활동 목록

### 예능
- 단체
  - 2012년 5월 16일 ~ 2012년 6월 27일 - MBC MUSIC 《비너스의 탄생》
  - 2013년 2월 12일 ~ 2013년 3월 12일 - SBS MTV 《다이어리 시즌3》
  - 2013년 11월 14일 ~ 2013년 12월 5일 - KBS JOY 《헬로비너스의 헬로뷰티스쿨》
  - 2015년 6월 25일 ~2015년 7월 16일 - 헬로비너스 CH. 《썸피디의 본격조작방송"와 여름이다"》
- 개인
  - 2012년 10월 5일 ~ 2012년 12월 14일 - 투니버스 《키즈 서바이벌 슈퍼히어로》 (유영)
  - 2015년 3월 25일 ~ SBS 《한밤의 TV연예》 (앨리스)
  - 2015년 6월 ~ M.net 《Show Me The Money 4》 (라임)
  - 2016년 7월 ~ 채널CGV 《나도 영화 감독이다 : 청춘 무비》 (나라)

### 드라마
- 개인
  - 2012년 1월 4일 ~ 2012년 3월 8일 - SBS 《부탁해요 캡틴》 - 제주 항공 여직원 역 (나라, 유영)
  - 2012년 10월 9일 ~ 2012년 12월 25일 - MBC 《엄마가 뭐길래》 - 유아라 역 (유아라)
  - 2013년 4월 13일 ~ 2013년 9월 22일 - SBS 《원더풀 마마》 - 장고은 역 (유영)
  - 2014년 1월 13일 ~ 2014년 3월 4일 - tvN 《로맨스가 필요해 3》 - (나라, 유영)
  - 2013년 12월 2일 ~ 2014년 3월 30일 - MBC 《황금 무지개》 - 여비서 역 (유아라)
  - 2014년 2월 27일 ~ 2014년 4월 24일 - MBC 《앙큼한 돌싱녀》 - 피송희 역 (유영)
  - 2014년 6월 19일 ~ 2014년 9월 18일 - MBC 《엄마의 정원》 - 나혜린 역 (유영)
  - 2014년 8월 4일 ~ 2014년 10월 21일 - MBC 《야경꾼 일지》 - 매향 역 (앨리스) (특별출연)
  - 2015년 3월 13일 ~ 2015년 5월 2일 - tvN 《슈퍼대디 열》 - 김하나 역 (유아라)
  - 2015년 4월 27일 ~ 2015년 6월 16일 - KBS 《후아유: 학교 2015》 - 조해나 역 (유영)
  - 2015년 8월 17일 ~ 2015년 9월 22일 - KBS2 《별난 며느리》 - 걸그룹 루비 멤버 역 (앨리스)
  - 2015년 8월 18일 ~  - 웹드라마 《투 비 컨티뉴드》 - 선혁팀 멤버 3 역 (라임)
  - 2015년 10월 5일 ~ 2015년 10월 22일 - MBC EVERY1 《연금술사》 - 유진아 역 (유아라)
  - 2017년 5월 22일 ~ 2017년 6월 27일 tvN 《써클: 이어진 두 세계》 - 신비서 역 (유영)[29]
  - 2017년 7월 7일 ~ 2017년 7월 17일 - 네이버 TV 《아이돌 권한대행》 - 김장미 역 (라임), 서영 역 (서영), 여름 역 (여름)
  - 2020년 예정 - TV조선/시즌(Seezn) 학교기담 《오지 않는 아이》 (여름)[30]
- 단체
  - 2015년 8월 20일 ~ 2015년 9월 3일 - MBC EVERY1 《투 비 컨티뉴드》
  - 2016년 4월 20일 - SBS 《딴따라》 - k-top 소속가수 역 (특별출연)

### 영화
- 2014년 《이것이 우리의 끝이다》 - 하나 (단발 레즈비언) 역 (유영)
- 2014년 《슬로우 비디오》 - 장미 역 (유영)
- 2015년 《쎄시봉》 - 명동여신 역 (라임) (특별출연)

### 뮤직 비디오
- 단체
  - 2012년 5월 9일 - 헬로비너스 〈VENUS〉
  - 2012년 12월 12일 - 헬로비너스 〈오늘 뭐해?〉
  - 2013년 5월 2일 - 헬로비너스 〈차 마실래?〉
  - 2013년 9월 2일 - 헬로비너스 〈어디있다 이제와〉
  - 2015년 11월 6일 - 헬로비너스 〈끈적끈적〉
  - 2015년 1월 8일 - 헬로비너스 〈위글위글〉
  - 2015년 7월 27일 - 헬로비너스 <난 예술이야>
- 개인
  - 2011년 12월 1일 - 손담비&애프터스쿨 〈LOVE LETTER〉 (유아라)
  - 2012년 6월 29일 - 김진표 〈미안해서 미안해〉 (나라)
  - 2013년 8월 2일 - 산이 〈아는사람 얘기〉 (나라)
  - 2013년 9월 27일 - 계범주 〈Something Special〉 (윤조, 라임)
  - 2014년 3월 24일 - 배치기 〈뜨래요〉 (유아라)
  - 2014년 4월 8일 - 이천원 〈서울이 싫어졌어〉 (나라)
  - 2014년 4월 15일 - 뉴챔프 〈야하게〉 (라임)
  - 2014년 12월 11일 칸토 〈눈보다 먼저(Feat.애즈원)〉 (윤조)
  - 2015년 2월 17일 케이머치(K-much)〈12월 24일〉 (유아라)
  - 2015년 3월 6일 케이머치(K-much)〈어항 속 물고기〉 (유아라)
  - 2015년 4월 27일 에이션(A.cian)<Drive> (나라)

### 광고
- 단체
  - 2012년 네오위즈인터넷 《벅스 3.0 애플리케이션》
  - 2013년 다음커뮤니케이션 《라임 오딧세이 : 모험의 시작》
  - 2013년~2014년 네오위즈게임 《히딩크의 마스터리그》
  - 2014년 레드사하라스튜디오 《불멸의전사》
  - 2014년~2015년 패션브랜드 《겟유즈드》
- 개인
  - 2012년 OB맥주 《카스 후레쉬》 (나라)
  - 2014년 존슨앤드존슨 《클린앤클리어 엑스 클렌져》 (앨리스, 나라, 라임)
  - 2014년 농림축산식품부 《바른 밥상 밝은 100세-바른 식생활 실천 스토리 여대생 2편》 (앨리스)
  - 2014년 해태제과식품 《포키(Pocky)》 (앨리스)
  - 2014년~2015년 롯데주류 《클라우드(Kloud)》(나라)
  - 2016년 SK텔레콤 《T멤버십》 (나라)

## 수상 및 경력

### 수상
- 2013년 2월 1일 《올케이팝 어워즈》 최고 신인 걸그룹상
- 2013년 2월 13일 《제2회 가온 차트 K-POP 어워드》 여자 그룹 신인상
- 2015년 제10회 아시아모델상시상식 인기 가수상

### 홍보대사
- 2013년 서울특별시청 《2013 서울 국제 만화 애니메이션 페스티벌 홍보대사》
- 2013년 강원도청 《2013 강원도 전통시장 살리기 홍보대사》
- 2013년 중앙아동보호전문기관 《2013 아동학대예방의 날 홍보대사》
- 2014년 어린이재단 《초록우산 어린이재단 두 바퀴의 드림로드 홍보대사》
- 2014년 UN국제구호단체 《조인투게더(한국 JTS) 모금 홍보대사》